# The Witcher Battle Arena
The Witcher Battle Arena était un jeu vidéo free-to-play de type MOBA, développé et publié par le studio polonais CD Projekt RED. Il a été disponible sur Android, iOS et Windows Phone durant l'année 2015 à partir du 22 janvier jusqu'à la fermeture des serveurs.